# Vilars (Dordonya)
Vilars (en francès Villars) és un municipi francès situat al departament de la Dordonya i a la regió de la Nova Aquitània.

## Demografia
| 1962                                       | 1968 | 1975 | 1982 | 1990 | 1999 | 2007 |
| ------------------------------------------ | ---- | ---- | ---- | ---- | ---- | ---- |
| 802                                        | 735  | 647  | 586  | 568  | 526  | 484  |
| Des de 1962: població sense dobles comptes |      |      |      |      |      |      |

## Administració
| Període   | Identitat              | Partit |
| --------- | ---------------------- | ------ |
| 1995-1996 | Michel Lapierre        |        |
| 1996-2001 | Gaston Marcel Grolhier |        |
| 2001-2008 | Michel Courtois        |        |
| 2008-     | Jean-Pierre Grolhier   | PS     |